# Barry N. Malzberg
Barry Nathaniel Malzberg (* 24. Juli 1939 in New York City; † 19. Dezember 2024 in Saddle River, New Jersey) war ein US-amerikanischer Science-Fiction- und Fantasy-Autor sowie Herausgeber. Er veröffentlichte unter seinem eigenen Namen und zahlreichen Pseudonymen wie K. M. O’Donnell oder Mike Barry.

## Leben
Nach Beendigung seines Studiums versuchte Malzberg zunächst, sich als Dramatiker wie auch als Autor von Prosaliteratur zu etablieren. Ersten kommerziellen Erfolg erreichte er mit der Veröffentlichung seiner surrealen Novelle Final War 1968 in The Magazine of Fantasy & Science Fiction, die wie fast alle seine Arbeiten der ersten Jahre unter dem Pseudonym K. M. O’Donnell erschien. 1965 hatte er begonnen, für die Scott Meredith Literary Agency zu arbeiten, eine Tätigkeit, die er mit Unterbrechungen auch während der folgenden Dekaden fortsetzte.
Malzbergs Schreibstil ist sehr markant, sein Satzbau besteht aus oft langen und komplizierten, jedoch sorgsam ausgearbeiteten Sätzen mit geringer Kommasetzung. Viele seiner Science-Fiction-Werke sind kurze, in der Gegenwart angesiedelte Erzählungen, die sich ausschließlich mit dem Bewusstsein eines einzelnen obsessiven Charakters beschäftigen. Sein Hauptthema, insbesondere in den das US-Raumfahrtprogramm betreffenden Romanen Beyond Apollo (1972) und The Falling Astronauts (1971), ist die entmenschlichende Wirkung von Bürokratie und Technologie. In Romanen wie Galaxies (1975) und Herovit’s World (1973) verwendet Malzberg die Technik der Metafiktion um heroische Konventionen und literarische Grenzen der sogenannten Space Opera der Satire zu unterwerfen.
Als Herausgeber war er u. a. für die Magazine Amazing Stories und Fantastic (für beide 1968) sowie für einen Verlag für Männermagazine tätig. Daneben gab er mit Edward L. Ferman die Anthologie Final Stage heraus (deutsche Ausgaben Brennpunkt Zukunft 1 und 3), einige weitere zusammen mit Bill Pronzini. Malzberg war – besonders in den frühen 1970er-Jahren – ein sehr produktiver Autor. Sein literarisches Werk ist zwar größtenteils im Bereich der Kriminal- und Fantasyliteratur angesiedelt, vertreten ist er mit anspruchsvollen Werken jedoch auch in anderen Genres (sowohl unter seinem eigenen Namen, wie auch unter Pseudonymen wie beispielsweise O’Donnell oder Mike Barry). Weiter schrieb er auch in Zusammenarbeit mit Pronzini, Kathe Koja und anderen. Daneben stammt die Romanfassung des Films Phase IV von Saul Bass aus dem Jahre 1974 aus seiner Feder.
Malzberg wurde mehrfach für den Hugo Award nominiert und gewann schließlich den Locus Award für seine Sammlung historischer und kritischer Essays The Engines of the Night (1982). Für seinen Roman Beyond Apollo (deutsch: Das Venus-Trauma) erhielt er 1973 den erstmals vergebenen John W. Campbell Memorial Award.
Der Autor, ein Anhänger klassischer Musik, war zudem Violinist, der  bei der Uraufführung eines Werks des thailändischen Komponisten und Schriftstellers Somtow Sucharitkul mitwirkte.
Er starb im Dezember 2024 mit 85 Jahren in Saddle River, New Jersey.

## Bibliographie

### Romane

#### Science Fiction
- Oracle of the Thousand Hands (1968)
- Screen (1968)
- The Empty People (1969, als K. M. O’Donnell)
  - Deutsch: Jagd in die Leere. Fischer Taschenbuch (Fischer Orbit #36), 1974, ISBN 3-436-01847-3.
- Dwellers of the Deep (1970, auch als K. M. O’Donnell)
- The Falling Astronauts (1971)
  - Deutsch: Der Sturz der Astronauten. Heyne SF&F #3432, 1975, ISBN 3-453-30322-9.
- Universe Day (1971, als K. M. O’Donnell)
  - Deutsch: Ein schwarzer Tag im Universum. Übersetzt von Rosemarie Hundertmarck. Bastei Lübbe Science Fiction Bestseller #22009, 1979, ISBN 3-404-01253-4.
- Beyond Apollo (1972)
  - Deutsch: Das Venus-Trauma. Bastei Lübbe Science Fiction Special #24014, 1981, ISBN 3-404-24014-6.
- Overlay (1972)
- Revelations (1972)
  - Deutsch: Enthüllungen. Bastei Lübbe Science Fiction Special #24014, 1981, ISBN 3-404-24014-6.
- In the Enclosure (1973)
  - Deutsch: Das gefangene Gehirn. Übersetzt von Michael Kubiak. Bastei Lübbe #21045, 1974, ISBN 3-404-09971-0.
- Herovit’s World (1973)
  - Deutsch: Herovits Welt. Heyne SF&F #3548, 1977, ISBN 3-453-30442-X.
- The Men Inside (1973)
- Phase IV (1973)
- Tactics of Conquest (1974)
  - Deutsch: Eroberungstaktiken. Übersetzt von Martin Gilbert. Heyne SF&F #5340, 1995, ISBN 3-453-08586-8.
- The Destruction of the Temple (1974)
  - Deutsch: Die Zerstörung des Tempels. Übersetzt von Hilde Linnert. Heyne SF&F #3641, 1979, ISBN 3-453-30554-X.
- On a Planet Alien (1974)
  - Deutsch: Auf einer Welt jahrtausendweit … Übersetzt von Karl Heinz. Bastei Lübbe Science Fiction Bestseller #22002, 1978, ISBN 3-404-01042-6.
- The Day of the Burning (1974)
  - Deutsch: Mein Freund Lucas. Übersetzt von Klaus Dieter. Bastei Lübbe Science Fiction Bestseller #22017, 1980, ISBN 3-404-01468-5.
- The Sodom and Gomorrah Business (1974)
- Guernica Night (1975)
  - Deutsch: Guernica. Bastei Lübbe Science Fiction Bestseller #22017, 1981, ISBN 3-404-01468-5.
- Conversations (1975)
- Galaxies (1975)
- The Gamesman (1975)
- The Running of Beasts (1976, mit Bill Pronzini)
  - Deutsch: Jagt die Bestie! Goldmann-Taschenbuch #5423, 1981, ISBN 3-442-05423-0.
- Scop (1976)
- Acts of Mercy (1977, mit Bill Pronzini)
- The Last Transaction (1977)
- Chorale (1978)
- Night Screams (1979, mit Bill Pronzini)
- Prose Bowl (1980, mit Bill Pronzini)
- The Cross of Fire (1982)
- The Remaking of Sigmund Freud (1985)

#### Kriminalromane
Lone Wolf / Wolfskiller (als Mike Barry)
- Bay Prowler (1973)
  - Deutsch: Treibjagd in Frisco. Pabel (Neue-Revue-Taschenbuch #36), 1976.
- Boston Avenger (1973)
  - Deutsch: Der Rächer räumt in Boston auf. Pabel (Neue-Revue-Taschenbuch #38), 1976.
- Night Raider (1973)
  - Deutsch: Rattenjagd. Pabel (Neue-Revue-Taschenbuch #32), 1976.
- Havana Hit (1974)
  - Deutsch: Gefangen und zum Tod verdammt. Pabel (Neue-Revue-Taschenbuch #43), 1977.
- Los Angeles Holocaust (1974)
  - Deutsch: Stadt der Todesengel. Pabel (Bestseller-Krimi #14), 1978.
- Miami Marauder (1974)
  - Deutsch: Massaker in Miami. Pabel (Bestseller-Krimi #19), 1978.
- Chicago Slaughter (1974)
  - Deutsch: Mörderische Abrechnung. Pabel (Bestseller-Krimi #4), 1977.
- Desert Stalker (1974)
  - Deutsch: Tödliche Spiele. Pabel (Neue-Revue-Taschenbuch #40), 1977.
- Peruvian Nightmare (1974)
  - Deutsch: Rückfahrkarte aus Blei. Pabel (Bestseller-Krimi #12), 1978.
- Harlem Showdown (1975)
  - Deutsch: Showdown in Harlem. Pabel (Bestseller-Krimi #26), 1979.
- Detroit Massacre (1975)
- The Killing Run (1975)
- Philadelphia Blow-Up (1975)
- Phoenix Inferno (1975)

#### Erotikromane
- Love Doll (1967, als Mel Johnson)
- Chained (1968, als Mel Johnson)
- I, Lesbian (1968, als M.L. Johnson)
- Instant Sex (1968, als Mel Johnson)
- Just Ask (1968, als Mel Johnson)
- Kiss and Run (1968, als Mel Johnson)
- Oracle of the Thousand Hands (1968)
- Screen (1968)
  - Deutsch: Hollywood. Olympia Press, Darmstadt, 1969. Neuauflage als: Hollywood: Meine Sexträume mit Hollywoods Filmdiven. 2012, ISBN 978-3-359-02617-4. Auch als: B. N. Berg: Wenn Hollywood träumt. Ullstein, 1987, ISBN 3-550-06132-3. Auch als: Ich trieb es mit den Filmstars. Allpart, Berlin 2013, ISBN 978-3-86214-064-0.
- A Bed of Money (1969, als Gerrold Watkins)
- Born to Give (1969, als Mel Johnson)
- The Box (1969, als Mel Johnson)
- Campus Doll (1969, als Mel Johnson)
- The Circle (1969, als Francine di Natale)
  - Deutsch: Der Kreis. Übersetzt von Rolf Tobias. Olympia Press, Frankfurt a. M., 1970. Neuausgabe: Ullstein TB #20843, 1987, ISBN 3-548-20843-6.
- Diary of a Parisian Chambermaid (1969, als Claudine Dumas)
- Do It To Me (1969, als Mel Johnson)
- Nympho Nurse (1969, als Mel Johnson)
- The Sadist (1969, als Mel Johnson)
- Southern Comfort (1969, als Gerrold Watkins)
  - Deutsch als: G. W.: Bastard in allen Betten. Olympia Press Taschenbücher #7, Frankfurt a. M. 1971.
- A Way With All Maidens (1969, als Mel Johnson)
- The Art of the Fugue (1970, als Gerrold Watkins)
- Giving It Away (1970, als Gerrold Watkins)
- A Satyr’s Romance (1970, als Gerrold Watkins)
- The Confessions of Westchester County: Follow the Suave Rapist (1971)
  - Deutsch: Grüne Witwen. Olympia Press Taschenbücher #25, Frankfurt a. M., 1972.
- In My Parents’ Bedroom (1971)
- The Spread (1971)
- Everything Happened to Susan (1972)
- The Horizontal Woman (1972, auch als The Social Worker, 1977)

### Sammlungen
- Final War and Other Fantasies (1969, als K. M. O’Donnell)
  - Deutsch: Der letzte Krieg. Übersetzt von Horst Pukallus. Ullstein SF&F #31092, 1985, ISBN 3-548-31092-3.
- In the Pocket and Other S-F Stories (1971, als K. M. O’Donnell)
- Out from Ganymede (1974)
- The Many Worlds of Barry Malzberg (1975)
- Down Here in the Dream Quarter (1976)
- The Best of Barry N. Malzberg (1976)
- Malzberg at Large (1979)
- The Man Who Loved the Midnight Lady (1980)
- The Passage of the Light: The Recursive Science Fiction of Barry N. Malzberg (1994)
- In the Stone House (2000)
- On Account of Darkness and Other Sf Stories (2004, mit Bill Pronzini)
- The Very Best of Barry N. Malzberg (2013)

Deutsche Zusammenstellung:
- Malzbergs Amerika. Übersetzt von Michael Kubiak und Harro Christensen. Bastei Lübbe Science Fiction Special #24014, 1981, ISBN 3-404-24014-6 (enthält Enthüllungen, Das Venus-Trauma und Guernica).

### Kurzgeschichten
- The Sense of the Fire (1967)
- We’re Coming Through the Window (1967, als K. M. O’Donnell)
  - Deutsch: Alter-Ego-Schwemme. In: Der letzte Krieg. 1985.
- The Market in Aliens (1968, als K. M. O’Donnell)
  - Deutsch: Aliens-Handel. In: Der letzte Krieg. 1985.
- Final War (1968, als K. M. O’Donnell)
  - Deutsch: Der letzte Krieg. Übersetzt von Wulf H. Bergner. In: Wulf H. Bergner (Hrsg.): Der letzte Krieg. Heyne SF&F #3165, 1969. Auch als: Der letzte Krieg. Übersetzt von Horst Pukallus. In: Der letzte Krieg. 1985.
- Cop-Out (1968, als K. M. O’Donnell)
  - Deutsch: Auf frischer Tat. In: Der letzte Krieg. 1985.
- Death to the Keeper (1968, als K. M. O’Donnell)
- Oaten (1968, als K. M. O’Donnell)
  - Deutsch: Daten. In: Der letzte Krieg. 1985.
- How I Take Their Measure (1969, als K. M. O’Donnell)
  - Deutsch: Der Sozialhelfer. Übersetzt von Wulf H. Bergner. In: Wulf H. Bergner (Hrsg.): Am Tag vor der Ewigkeit. Heyne SF&F #3151, 1969. Auch als: Wie ich denen schwer ätzend komme. Übersetzt von Horst Pukallus. In: Der letzte Krieg. 1985.
- The Major Incitement to Riot (1969, als K. M. O’Donnell)
  - Deutsch: Der hauptsächliche Anlaß des Aufruhrs. In: Der letzte Krieg. 1985.
- The Ascension (1969, als K. M. O’Donnell)
  - Deutsch: Himmelfahrt. In: Der letzte Krieg. 1985.
- The Brain Surgeon (1969, als Robin Schaefer)
- July 24, 1970 (1969, als K. M. O’Donnell)
- A Triptych (1969, auch als K. M. O’Donnell)
  - Deutsch: Distanz. In: Herbert W. Franke (Hrsg.): Kontinuum 2. Ullstein SF&F #31124, 1986, ISBN 3-548-31124-5.
- By Right of Succession (1969, als K. M. O’Donnell)
  - Deutsch: Recht der Nachfolge. In: Der letzte Krieg. 1985.
- The Falcon and the Falconeer (1969, als K. M. O’Donnell)
- What Time Was That? (1969, als K. M. O’Donnell)
- In the Pocket (1970, als K. M. O’Donnell)
  - Deutsch: In der Gewalt. In: Harry Harrison (Hrsg.): Nova. Bastei Lübbe Science Fiction Taschenbuch #31, 1973, ISBN 3-404-00159-1.
- Pacem Est (1970, mit Kris Neville als K. M. O’Donnell)
- Terminus Est (1970)
  - Deutsch: Terminus Est. In: Harry Harrison (Hrsg.): Nova. Bastei Lübbe Science Fiction Taschenbuch #31, 1973, ISBN 3-404-00159-1.
- Making Titan (1970)
- As Between Generations (1970, als K. M. O’Donnell)
- Notes Just Prior to the Fall (1970, als K. M. O’Donnell)
- Beyond Sleep (1970)
- The New Rappacini (1970, als K. M. O’Donnell)
- Addendum (1971, als K. M. O’Donnell)
- Ah, Fair Uranus (1971, als K. M. O’Donnell)
- Bat (1971, als K. M. O’Donnell)
- Conquest (1971)
  - Deutsch: Sieg. In: Wolfgang Jeschke (Hrsg.): Science Fiction Story Reader 3. Heyne SF&F #3421, 1975, ISBN 3-453-30311-3.
- Elephants (1971, auch als K. M. O’Donnell)
- Exploration (1971)
- Notes for a Novel About the First Ship Ever to Venus (1971)
- The Idea (1971, als K. M. O’Donnell)
- A Soul Song to the Sad, Silly, Soaring Sixties (1971, als K. M. O’Donnell)
- Gehenna (1971, als K. M. O’Donnell)
  - Deutsch: Ort der Qualen. In: Wolfgang Jeschke (Hrsg.): Science Fiction Story Reader 1. Heyne SF&F #3374, 1974, ISBN 3-453-30251-6.
- Yearbook (1971)
- A Question of Slant (1971, als K. M. O’Donnell)
- Gather in the Hall of the Planets (1971, als K. M. O’Donnell)
  - Deutsch: Die Arena der Aliens. In: Der letzte Krieg. 1985.
- Agony Column (1971)
- Causation (1971)
- In the Cup (1972)
- Inter Alia (1972)
- Out from Ganymede (1972)
- Report of the Defense (1972)
- Some Notes Toward a Useable Past (1972)
- The Art of Fiction (1972)
- The Conquest of Mars (1972)
- The Men Inside (1972, auch als: The Man in the Pocket)
- Two Odysseys Into the Center (1972)
- Pater Familias (1972, mit Kris Neville)
- Still-Life (1972, auch als K. M. O’Donnell)
- Cornell (1972)
- Breaking In (1972)
- Vidi Vici Veni (1972)
- Allowances (1972)
- The Interceptor (1972)
- A Short Religious Novel (1972)
  - Deutsch: Die letzte Antwort. In: Wulf Bergner (Hrsg.): Stadt der Riesen. Heyne SF&F #3435, 1975, ISBN 3-453-30325-3.
- The Ballad of Slick Sid (1972)
- Chronicles of a Comer (1972, auch als K. M. O’Donnell)
- Making It Through (1972)
- Bearing Witness (1973)
- Conversations at Lothar’s (1973)
- Dreaming and Conversions: Two Rules by Which to Live (1973)
- Geraniums (1973, mit Valerie King)
- Getting Around (1973, als K. M. O’Donnell)
- Human Error (1973, mit Kris Neville)
- Introduction to the Second Edition (1973)
- Opening Fire (1973)
- Running Around (1973)
- The Battered-Earth Syndrome (1973)
- The Destruction and Exculpation of Earth (1973)
- The Truth of It (1973)
- Those Wonderful Years (1973)
- Ups and Downs (1973)
  - Deutsch: Heiß und kalt. In: Michael Kubiak (Hrsg.): Höhenflüge. Bastei Lübbe Science Fiction Bestseller #22044, 1982, ISBN 3-404-22044-7.
- Vox Populi (1973)
- Yahrzeit (1973)
- On Ice (1973)
- Outside (1973)
- Linkage (1973)
  - Deutsch: Was ist Wahrheit?. In: Isaac Asimov, Martin Harry Greenberg, Joseph D. Olander (Hrsg.): Feuerwerk der SF. Goldmann (Edition ’84: Die positiven Utopien #8), 1984, ISBN 3-442-08408-3.
- The Second Short Shortest Fantasy (1973, auch als: The Second Short Shortest Fantasy Story Ever Published)
- Trashing (1973)
- The Union Forever (1973)
- City Lights, City Nights (1973, als K. M. O’Donnell)
- Culture Lock (1973)
- Revolution (1973, als Robin Schaeffer)
- Isaiah (1973, auch als K. M. O’Donnell)
- Tapping Out (1973)
  - Deutsch: Abnabelung. In: Horst Pukallus (Hrsg.): Der hohle Mann. Heyne SF&F #3831, 1981, ISBN 3-453-30734-8.
- The Helmet (1973)
  - Deutsch: Der Helm. In: Wulf Bergner (Hrsg.): Der Aufstand der Kryonauten. Heyne SF&F #3454, 1975, ISBN 3-453-30338-5.
- Notes Leading Down to the Conquest (1973, auch als: A Reckoning)
- Closed Sicilian (1973)
- Triptych (1973)
- After the Great Space War (1974)
  - Deutsch: Nach dem großen Krieg im All. In: Isaac Asimov, Martin H. Greenberg, Joseph Olander (Hrsg.): Sternenpost: 3. Zustellung. Moewig (Playboy Science Fiction #6735), 1984, ISBN 3-8118-6735-0.
- Fireday: Firenight (1974)
- Going Inside (1974)
- Guidance (1974)
- Inner Circle (1974)
- Institutions (1974)
- It Doesn’t Really Matter (1974)
- It Wasn’t My Fault (1974, als K. M. O’Donnell)
- Making It All the Way into the Future on Gaxton Falls of the Red Planet (1974, auch als: Making It to Gaxton Falls on the Red Planet in the Year of Our Lord)
- Meeting the Aliens on Algol IV (1974, als Robin Schaeffer)
- Natural History (1974)
- Night of the Wolf (1974, als by Robin Schaeffer)
- November 22, 1963 (1974)
- Over the Line (1974)
  - Deutsch: Reise in die Unendlichkeit. In: Roger Elwood (Hrsg.): Reise in die Unendlichkeit. Boje (Boje Science Fiction), 1976, ISBN 3-414-13000-9.
- Oversight (1974, als K. M. O’Donnell)
- Testify (1974)
- The Student (1974, als K. M. O’Donnell)
- The Trippers (1974, als Robin Schaeffer)
- The Wonderful, All-Purpose Transmogrifier (1974)
  - Deutsch: Der wundervolle Allzweck-Umwandler. In: Barry N. Malzberg, Edward L. Ferman (Hrsg.): Brennpunkt Zukunft 3. Ullstein SF&F #31086, 1984, ISBN 3-548-31086-9.
- As in a Vision Apprehended (1974)
- Form in Remission (1974, als Robin Schaeffer)
- Network (1974)
- Trial of the Blood (1974, auch als K. M. O’Donnell)
- A Delightful Comedic Premise (1974)
- At the Institute (1974)
- Closing the Deal (1974)
- Upping the Planet (1974)
- Overlooking (1974)
- Before the Great Space-War (1974)
- Track Two (1974)
- Twenty Sixty-one (1974)
- Hanging (1974, auch als: Letting It All Hang Out)
- Try Again (1974)
- State of the Art (1974)
- The Whatever-I-Type-is-True Machine (1974, mit Harry Harrison)
- Sedan Deville (1974)
- A Summary of Events Leading Up to Bedlam (1975, auch als: Notes Leading Down to the Events at Bedlam)
- After the Unfortunate Accident (1975)
- Going Down (1975)
- Initiation (1975)
- Making the Connections (1975)
- Management (1975)
- Reconstitution (1975)
- Report to Headquarters (1975)
- Streaking (1975, als K. M. O’Donnell)
- Uncoupling (1975)
- January 1975 (1975, auch als K. M. O’Donnell)
- On the Campaign Trail (1975)
  - Deutsch: Auf Wahlkampfreise. In: Isaac Asimov, Martin H. Greenberg (Hrsg.): Wahltag 2090. Bastei Lübbe Paperback #28181, 1989, ISBN 3-404-28181-0.
- Dance (1975)
- Coming Again (1975, mit Bill Pronzini)
- A Galaxy Called Rome (1975)
  - Deutsch: Eine Galaxis namens Rom.. Übersetzt von Birgit Reß-Bohusch. In: Manfred Kluge (Hrsg.): Wegweiser ins Nirgendwo. Heyne SF&F #3502, 1976, ISBN 3-453-30392-X.
  - Deutsch: Eine Galaxis namens Rom.. Übersetzt von Walter Brumm. In: Wolfgang Jeschke (Hrsg.): Venice 2. Heyne SF&F #4199, 1985, ISBN 3-453-31174-4.
- Transfer (1975)
- Leviticus: In the Ark (1975)
- The Thing Down Hallway 9 (1975)
- And Still in the Darkness (1976)
- Impasse (1976)
- Multiples (1976, mit Bill Pronzini)
- Thirty-Seven Northwest (1976)
- What the Board Said (1976)
- Redundancy (1976)
- Seeking Assistance (1976)
- I’m Going Through the Door (1976, als William Coyne)
- On the Air (1976)
- Inaugural (1976, mit Bill Pronzini)
- In the Stocks (1977)
- The Man Who Loved the Midnight Lady (1977)
- What Kind of Person Are You? (1977, mit Bill Pronzini)
  - Deutsch: Was für ein Mensch sind Sie?. In: Isaac Asimov (Hrsg.): Isaac Asimov präsentiert 100 kleine, böse Krimis. Bastei Lübbe Paperback #28133, 1985, ISBN 3-404-28133-0.
- Re-Entry (1977)
- Shibboleth (1977)
- Night Rider (1977, mit Bill Pronzini)
- The Man Who Married a Beagle (1977)
- Indigestion (1977)
- Choral (1977)
- The Several Murders of Roger Ackroyd (1977, auch als K. M. O’Donnell)
- On Account of Darkness (1977, mit Bill Pronzini)
- Here, for Just a While (1978)
- Big Ernie, the Royal Russian and the Big Trapdoor (1978)
- Inside Out (1978)
  - Deutsch: Erwischt. In: Isaac Asimov (Hrsg.): Isaac Asimov präsentiert 100 kleine, böse Krimis. Bastei Lübbe Paperback #28133, 1985, ISBN 3-404-28133-0.
- Prowl (1978)
- Ring, The Brass Ring, the Russian and I (1978, auch als: Ring, the Brass Ring, the Royal Russian, and I)
- A Clone at Last (1978, mit Bill Pronzini)
  - Deutsch: Wenigstens ein Klon.. Übersetzt von Marcel Bieger. In: Manfred Kluge (Hrsg.): Insekten im Bernstein. Heyne SF&F #3767, 1980, ISBN 3-453-30668-6.
  - Deutsch: Einmal Verlierer –. Übersetzt von Tony Westermayr. In: Isaac Asimov, Martin Harry Greenberg, Joseph D. Olander (Hrsg.): Feuerwerk der SF. Goldmann (Edition ’84: Die positiven Utopien #8), 1984, ISBN 3-442-08408-3.
- Another Burnt-Out Case (1978, mit Bill Pronzini)
- Line of Succession (1978)
- Varieties of Technological Experience (1978)
  - Deutsch: Das Unmögliche dauert etwas länger. In: Isaac Asimov, Martin Harry Greenberg, Joseph D. Olander (Hrsg.): Feuerwerk der SF. Goldmann (Edition ’84: Die positiven Utopien #8), 1984, ISBN 3-442-08408-3.
- Backing Up (1978)
  - Deutsch: In die Enge getrieben. In: Isaac Asimov (Hrsg.): Isaac Asimov präsentiert 100 kleine, böse Krimis. Bastei Lübbe Paperback #28133, 1985, ISBN 3-404-28133-0.
- Out of Quarantine (1978, mit Bill Pronzini)
- Clocks (1979, mit Bill Pronzini)
- Nightshapes (1979)
  - Deutsch: Nachtwandler. In: Josh Pachter (Hrsg.): Top Fantasy. Heyne SF&F #4353, 1987, ISBN 3-453-00433-7.
- Varieties of Religious Experience (1979)
- The Annual Bash and Circumstance Party (1979, auch als: The Annual Once-a-Year Bash and Circumstance Party)
- The Appeal (1979)
- Reaction-Formation (1979)
- Prose Bowl (1979, mit Bill Pronzini)
  - Deutsch: Endspiel im Prosastadion. In: Manfred Kluge (Hrsg.): Grenzstreifzüge. Heyne SF&F #3792, 1981, ISBN 3-453-30694-5.
- Reading Day (1979, mit Bill Pronzini)
  - Deutsch: Der Tag des Lesers. In: Roy Torgeson (Hrsg.): Die große Weihe. Moewig (Playboy Science Fiction #6722), 1981, ISBN 3-8118-6722-9.
- Demystification of Circumstance (1979)
- Le Croix (1980)
- Revelation in Seven Stages (1980)
- The Last One Left (1980, mit Bill Pronzini)
- Thirty-Six Views of His Dead Majesty (1980)
  - Deutsch: Sechsunddreißig Bilder Ihrer toten Majestät. In: Roy Torgeson (Hrsg.): Versuch dich zu erinnern. Moewig (Playboy Science Fiction #6726), 1982, ISBN 3-8118-6726-1.
- The Lyran Case (1980, mit Bill Pronzini)
- Into the Breach (1980)
- Of Ladies’ Night Out and Otherwise (1980)
- September 1958 (1980)
- The Trials of Sigmund (1980)
- Le Croix (The Cross) (1980)
  - Deutsch: Le Croix. In: Terry Carr (Hrsg.): Die schönsten Science Fiction Stories des Jahres: Band 1. Heyne SF&F #4021, 1983, ISBN 3-453-30928-6.
- Sigmund in Space (1980)
  - Deutsch: Sigmund im All. In: Michael Görden (Hrsg.): Die Zukunft spinnt. Goldmann (Goldmann Science Fiction #23499), 1987, ISBN 3-442-23499-9.
- Fascination (1980, mit Bill Pronzini)
- Getting Back (1980, mit Jeffrey W. Carpenter)
- Opening a Vein (1980, mit Bill Pronzini)
- They Took It All Away (1980)
- Emily Dickinson – Saved From Drowning (1980, auch als K. M. O’Donnell)
- The Twentieth Century Murder Case (1980)
- Calling Collect (1981, mit Arthur L. Samuels)
- In Our Image (1981, mit Bill Pronzini)
- Icons (1981)
- The Containment of Calpel V (1981)
- Whither Thou, Ghost (1981, mit Bill Pronzini)
- Parables of Art (1981, mit Jack Dann)
- On the Nature of Time (1981, mit Bill Pronzini)
- There the Lovelies Bleeding (1981)
- Chained (1982)
- Corridors (1982)
  - Deutsch: Korridore. In: Ronald M. Hahn (Hrsg.): Welten der Wahrscheinlichkeit. Ullstein SF&F #31061, 1983, ISBN 3-548-31061-3.
- Vanishing Point (1982, mit Bill Pronzini)
- The Trials of Rollo (1982)
- "Do I Dare to Eat a Peach?" (1982, mit Bill Pronzini)
  - Deutsch: Darf ich es wagen, diesen Pfirsich zu verzehrn?. In: Isaac Asimov, Alice Laurance (Hrsg.): Spekulationen. Heyne SF&F #4274, 1986, ISBN 3-453-31254-6.
- Coursing (1982)
  - Deutsch: Wo ein Wille ist …. In: Friedel Wahren (Hrsg.): Isaac Asimovs Science Fiction Magazin 16. Folge. Heyne SF&F #3940, 1982, ISBN 3-453-30866-2.
- Anderson (1982)
  - Deutsch: Aus für Anderson. In: Peter Wilfert (Hrsg.): Pilger durch Raum und Zeit. Goldmann (Goldmann Science Fiction #23401), 1982, ISBN 3-442-23401-8.
- Blair House (1982)
- Rocket City (1982)
- Shakespeare MCMLXXXV (1982, mit Bill Pronzini)
- What We Do on Io (1983)
- Reparations (1983)
- Spree (1984)
- 76 Ways to Kill an Indian (1984)
- The Second Short-Shortest Fantasy Story Ever Ever Published (1984)
- Bedside Manor (1984)
- To Mark the Times We Had (1984)
- Away (1985)
- Johann Sebastian Brahms (1985)
- Quartermain (1985)
  - Deutsch: Quartermain. In: Friedel Wahren (Hrsg.): Isaac Asimov’s Science Fiction Magazin 29. Folge. Heyne SF&F #4405, 1987, ISBN 3-453-00409-4.
- 1984 (1985)
- Reason Seven (1985)
- The High Purpose (1985, mit Carter Scholz)
- Tap-Dancing Down the Highways and Byways of Life, etc. (1986)
  - Deutsch: Im Steptanz über die Highways und Nebenstraßen des Lebens, etc. In: Ronald M. Hahn (Hrsg.): Die Wildnis einer großen Stadt. Heyne SF&F #4438, 1987, ISBN 3-453-00468-X.
- Bringing It Home (1987, mit Jack Dann)
- The Queen of Lower Saigon (1987)
- Celebrating (1987)
- Ambition (1987)
- Blues and the Abstract Truth (1988, mit Jack Dann)
  - Deutsch: Melancholie oder die abstrakte Wahrheit. In: Ronald M. Hahn (Hrsg.): Rückkehr von der Regenbogenbrücke. Heyne SF&F #4574, 1989, ISBN 3-453-03163-6.
- No Hearts, No Flowers (1988)
- The Prince of the Steppes (1988)
- The Smooth Universe by R***** S********* (1988)
- Hop Skip Jump (1988)
- Getting Up (1988, mit Jack Dann)
- Time-Tracker (1989)
- All Assassins (1989)
- The Present Eternal (1989)
- O Thou Last and Greatest! (1989)
- Darwinian Facts (1990)
- Safety Zone (1990, auch als K. M. O’Donnell)
- Another Goddamned Showboat (1990)
- Playback (1990)
- What I Did to Blunt the Alien Invasion (1991)
- Police Actions (1991)
- Morning Light (1991)
- Folly for Three (1991)
- One Ten Three (1991)
- Turpentine (1991)
- Dumbarton Oaks (1992)
- Every Man a God (1992, mit Mike Resnick)
- Götterdämmerung (1992)
- Improvident Excess (1992)
- In the Stone House (1992)
- Major League Triceratops (1992, mit Joyce Malzberg)
- Heavy Metal (1992)
- Kingfish (1992)
- Most Politely, Most Politely (1992)
- Life in the Air (1992, mit Jack Dann)
- Ship Full of Jews (1992)
- Concerto Accademico (1992)
- Amos (1992)
- Is This the Presidential Palace? (1992, auch als K. M. O’Donnell)
- Of Dust and Fire and the Night (1992)
- Grand Tour (1992)
- On the Heath (1992)
- Fugato (1993)
- Rex Tremandae Majestatis (1993, mit Kathe Koja)
- Standing Orders (1993)
- The High Ground (1993, mit Kathe Koja)
- The Intrasigents (1993)
- The Lady Louisiana Toy (1993)
- The Timbrel Sound of Darkness (1993, mit Kathe Koja)
- Standards and Practices (1993)
  - Deutsch: Muster und Gewohnheiten. In: Ronald M. Hahn (Hrsg.): Ansleys Dämonen. Heyne SF&F #5341, 1995, ISBN 3-453-08587-6.
- Andante Lugubre (1993)
- Something from the Seventies (1993)
- Art Appreciation (1993, mit Jack Dann)
- Ghosts (1993, mit Mike Resnick)
- The Passage of the Light (1993)
- In the Greenhouse (1994, mit Kathe Koja)
- It Comes from Nothing (1994)
- Modern Romance (1994, mit Kathe Koja)
- Moishe in Excelsis (1994)
- Notes Toward a Useable Past (1994)
- Sinfonia Expansiva (1994)
- The Careful Geometry of Love (1994, mit Kathe Koja)
- Thus, to the Stars (1994, mit Carter Scholz)
- Allegro Marcato (1994)
- Hitler at Nuremberg (1994)
- The Only Thing You Learn (1994)
- Close-Up Photos Reveal JFK Skull on Moon! (1994)
- Understanding Entropy (1994, auch als K. M. O’Donnell)
- Literary Lives (1994, mit Kathe Koja)
- Buyer’s Remorse (1995, mit Kathe Koja)
- Dogs, Masques, Love, Death: Flowers (1995)
- Girl’s Night Out (1995, mit Kathe Koja)
- Mysterious Elisions, Riotous Thrusts (1995, mit Kathe Koja)
- The Known Inequities of Love (1995)
- The Unbolted (1995, mit Kathe Koja)
- The Witches of Delight (1995, mit Kathe Koja)
- The Unchained (1995, mit Kathe Koja)
- Three Portraits from Heisenberg (1995, mit Kathe Koja)
- 1967 Letters in the Wall (1996, mit Batya Swift Yasgur)
- Homage to Custom (1996, mit Kathe Koja)
- Ursus Triad, Later (1996, mit Kathe Koja)
- A Science of the Mind (1997)
- Heliotrope Bouquet Murder Case (1997)
- Blessing the Last Family (1997, mit Batya Swift Yasgur)
- In the Last Chamber (1997, mit Kathe Koja)
- Things Primordial (1997, mit Batya Swift Yasgur)
- Orleans, Rheims, Friction: Fire (1997, mit Kathe Koja)
- Posar: With the Aliens (1997)
- Job’s Partner (1998, mit Batya Swift Yasgur)
- Hieratic Realignment (1999)
- Shiva (1999)
- What We Did That Summer (2001, mit Kathe Koja)
- Getting There (2002)
- The Third Part (2003)
- Murdering Stravinsky or Two Sit-Downs in Paris (2003)
- The Men’s Support Group (2003)
- Crossing the Border (2003)
- Intensified Transmogrification (2004, mit Bill Pronzini)
- Oops! (2004, mit Batya Swift Yasgur)
- Beyond Mao (2005, mit Paul Di Filippo)
- Aortic Insubordination (2005, mit Batya Swift Yasgur)
- The Starry Night (2005, mit Jack Dann)
- These, the Inheritors (2006)
- Faulkner’s Seesaw (2006, mit Jack Dann)
- Olaf and the Merchandisers (2006, mit Bill Pronzini)
- Approaching Sixty (2007, mit Mike Resnick)
- The Art of Memory (2007, mit Jack Dann)
- The Passion of Azazel (2008)
- Paradise Last (2011, mit Bill Pronzini)
- Eve of Beyond (2011, mit Bill Pronzini)
- Why We Talk to Ourselves (2011)
- Caius (2011, mit Bill Pronzini)
- Going Home (2012, mit Bruce McAllister)
- The Man Who Murdered Mozart (2012, mit Robert Walton)
- The Rapture (2013, mit Jack Dann)
- High Concept (2013, mit Bill Pronzini)
- The Shores of Suitability (2013)
- The Wooden Grenade (2013)
- Tourist Trap (2013, mit Mike Resnick)
- Transfer Point (2015, mit Bill Pronzini)
- Swimming from Joe (2015)
- January 2018 (2017)

### Anthologien (als Herausgeber)
- Final Stage (1974, mit Edward L. Ferman)
  - Deutsch: Brennpunkt Zukunft 1. Ullstein SF&F #31039, 1982, ISBN 3-548-31039-7.
  - Deutsch: Brennpunkt Zukunft 3. Ullstein SF&F #31086, 1984, ISBN 3-548-31086-9.
- Arena: Sports SF (1976, mit Edward L. Ferman)
- Graven Images (1977, mit Edward L. Ferman)
- Dark Sins, Dark Dreams (1978, mit Bill Pronzini)
- The End of Summer: Science Fiction of the Fifties (1979, auch als: The Fifties: The End of Summer, mit Bill Pronzini)
- Neglected Visions (1979, mit Joseph D. Olander und Martin H. Greenberg)
- Shared Tomorrows: Science Fiction in Collaboration (1979, mit Bill Pronzini)
- Bug-Eyed Monsters (1980, mit Bill Pronzini)
- The Arbor House Treasury of Horror and the Supernatural (1981, mit Bill Pronzini und Martin H. Greenberg, auch als Great Tales of Horror & the Supernatural, 1985, auch als Classic Tales of Horror and the Supernatural, 1991, auch als The Giant Book of Horror Stories, 1991, auch als Masters of Horror & the Supernatural: The Great Tales, 2010)
- Uncollected Stars (1986, mit Piers Anthony, Martin H. Greenberg und Charles G. Waugh)
- Mystery in the Mainstream. An Anthology of Literary Crimes (1986, mit Martin H. Greenberg und Bill Pronzini)
- Crime and Crime Again. Unexpected Mystery Stories by the World’s Great Writers (1990, mit Martin H. Greenberg und Bill Pronzini)
- The Best Time Travel Stories of All Time (2003)

### Sachliteratur
- The Engines of the Night: Science Fiction in the Eighties (1982, Essays)
- Breakfast in the Ruins (2007, Erweiterung von The Engines of the Night)
- The Business of Science Fiction. Two Insiders Discuss Writing and Publishing (2010, Gespräche mit Mike Resnick)